# Байдо, Владимир Захарович
Владимир Захарович Байдо (Байда) (бел. Уладзімір Захаравіч Байда; 12 июля 1918, Могилёв, Советская Россия — после 1985, Донецк) — советский лётчик-истребитель, капитан РОА.

## Биография
Родился 12 (29) июля 1918 года. Белорус.
Имел незаконченное высшее образование. Работал инженером-конструктором ЦАГИ, беспартийный. Призван в РККА в 1936 году.
После начала Великой Отечественной войны, служил в 7-м истребительном авиаполку, геройски проявил себя в воздушных боях с финнами и немцами, был кавалером боевых орденов.
Перед войной 7-й ИАП базировался на аэродроме в Майсниеми, недалеко от Выборга. На второй день войны командиру 193-го авиаполка майору Г. М. Галицину было поручено из остатков разгромленных авиачастей сформировать оперативную группу, за которой был сохранён номер 7-го ИАП. 30 июня обновлённый полк приступил к выполнению боевых заданий. В первые месяцы войны он базировался на аэродромах Карельского перешейка, затем — на пригородных аэродромах Ленинграда, защищая его с севера и северо — запада. К моменту пленения Байдо был одним из самых опытных лётчиков, а его полк вышел в число передовых частей ВВС Ленинградского фронта. Лётчики ежедневно выполняли до 60 боевых вылетов в день, многие из них были награждены орденами и медалями.
В.3. Байдо был удостоен боевых орденов Красной Звезды и Красного Знамени.
31 августа 1941 года при выполнении боевого задания был сбит над территорией Финляндии в районе города Териоки и пленён финнами.
До ноября 1943 года содержался в 2-м офицерском лагере на ст. Пейнохиа, Наараярви (лагерный номер Ä-2929), после чего был передан немцам и перемещён в лагерь для военнопленных в Польшу. В декабре 1943 года был завербован в качестве агента немецкой разведки под псевдонимом «Михайлов». Дал соответствующие подписки о сотрудничестве с немцами и был направлен для обучения в разведшколу.
В апреле 1945 года добровольно вступил в РОА и был зачислен в личную охрану В. Мальцева, где ему было присвоено воинское звание капитан.
30 апреля 1945 года пленён войсками США и в последующем передан советской стороне. Военный трибунал в 1945 году возбудил ходатайство о лишении В. 3. Байдо орденов Красного Знамени и Красной Звезды. 31 августа того же года военным трибуналом 47-й армии осуждён по ст. 58-1 п.б2 УК РСФСР к 10 годам лагерей с поражением в правах на 3 года без конфискации имущества. Содержался в местах заключения с 31 июля 1945-го до 27 апреля 1956 года по двум делам, по одному из которых реабилитирован, а по другому осуждён на 10 лет лишения свободы.
9 сентября 1948 года прибыл в Норильлаг из Енисейлага. Затем отбывал наказание в Горном лагере МВД СССР в г. Норильске, работал инженером по труду, начальником 1-й колонны во 2-м лагерном отделении, зуботехником в 4 лаготделении (1948—1949 годах).
За проведение антисоветской деятельности арестован 30 декабря 1949 года. 27 февраля 1950 года специальным лагерным судом Горного лагеря МВД СССР был осуждён по ст. 58-10 ч. 1 УК РСФСР к 10 годам лишения свободы с отбыванием в ИТЛ с поражением в правах на 5 лет. Неотбытое наказание на основании ст. 49 УК РСФСР поглощено.
После смерти Сталина в нескольких Особлагерях прокатилась волна забастовок и восстаний. Считается, что одним из поводов для этого стала амнистия от 27 марта 1953 года. После её объявления из лагерей было освобождено более 1 млн человек. Но заключённых Особлагов она практически не затронула, поскольку на наиболее серьёзные пункты 58-й статьи не распространялась. В 1953 г. Байдо входил в состав повстанческого комитета 5-го отделения Горлага.
30 марта 1955 года в удовлетворении жалобы о пересмотре дела было отказано.
Есть предположение, не подтверждённое архивными документами, что он был представлен к награждению званием Героя Советского Союза и «Золотой Звездой». И, узнав об этом от командования, посчитал себя уже состоявшимся Героем Советского Союза. Но это представление по каким-то причинам не было реализовано.
В книге бывшего заключённого Г. С. Климовича, написано о Байдо:

Война застала его в одном из авиационных соединений Ленинградского военного округа, где он служил под командованием будущего маршала авиации Новикова, и уже на второй день войны Байдо был непосредственным участником войны. Однажды он со своей эскадрильей бомбил Хельсинки и был атакован «Мессершмиттами». Прикрытия у истребителей не было, защищаться пришлось самому, силы были неравные. Самолёт Байды был сбит, сам он попал в плен. В открытой автомашине с надписью на борту «Советский стервятник» его возили по улицам финской столицы, а потом отправили в лагерь военнопленных — сначала в Финляндию, а зимой 1941 года — в Польшу, под Люблин.
Более двух лет он крепился, переносил все тяготы фашистского концлагеря, ждал, что союзники вот-вот откроют второй фронт и наступит конец мучениям. Но союзники медлили, второй фронт не открывали. Он обозлился и попросился воевать в Люфтваффе с условием, что его не будут посылать на Восточный фронт. Просьбу его удовлетворили, и он начал бить союзников над Ла-Маншем. Он, как ему казалось, мстил им. За проявленное мужество Гитлер лично в своей резиденции вручил ему Рыцарский крест с бриллиантами. Капитулировал перед американцами, а те, отняв у него «Золотую Звезду» и Рыцарский крест, передали советским властям. Здесь за измену Родине его судили и, приговорив к 10 годам лишения свободы, этапировали в Горлаг.

Такой приговор Байдо воспринял как оскорбительную несправедливость; он не чувствовал себя виновным, считал, что не он изменил Родине, а она ему; что если бы в то время, когда он, отверженный и забытый, томился в фашистском концлагере, Родина проявила о нём хоть малейшую заботу, ни о какой измене не было бы и речи, у него не появилась бы злоба к союзникам, и он не стал бы продавать себя Люфтваффе. Об этой своей правде он кричал всем и всюду, писал во все инстанции, а чтобы голос его не затерялся в таймырской тундре, отказался подчиняться администрации. Попытки призвать его к порядку силой встречали должный отпор. Байда был решительным и имел очень натренированные руки — прямым ударом пальцев мог в порядке самозащиты пробить человеческое тело, а ребром ладони перебить 50-миллиметровую доску. Не справившись с ним в Горлаге, МГБ доставило его на Цемстрой".
После освобождения Байдо остался в Норильске, работал токарем на подземном руднике, инженером- конструктором, начальником монтажного участка. С 1963 года и до выхода на пенсию в 1977 году он трудился в лаборатории Горно-металлургического опытно-исследовательского центра. Потом перебрался с женой в Донецк, где и скончался.

## Награды
Орден Отечественной войны 2-й степени (1985)